# Жилло, Фирмен
Фирмен Жилло (1820—1872) — французский литограф, изобретатель в области полиграфии.

## Биография
С 1834 года учился мастерству литографии в Шартре. Позже поселился в Париже, работал издателем, гравёром и литографом.
В 1850 разработал способ изготовления форм высокой печати путём переноса красочного изображения на цинковую пластину и последующего многоступенчатого травления её кислотой для получения печатающего рельефа, названного его именем. Этот метод стал широко использоваться в книгопечатании.
Его сын Шарль Жилло стал одним из крупнейших книгоиздателей Франции. Шарль Жилло усовершенствовал изобретение отца и расширил своё дело, заработал большой капитал, благодаря чему сумел составить замечательную по качеству коллекцию предметов искусства.